# Цидань го чжи
Цидань го чжи (кит. 契丹國志 — «История государства Киданей») — китайское историческое сочинение XII—XIII века, описывающее историю киданьской династии Ляо (907—1125). Автором является Е Лунли (葉隆禮) подданный империи Южная Сун. Это первое крупное китайское историческое сочинение полностью посвящённое истории не-китайского народа. От Ляо Ши оно отличается тем, что история киданей в нём рассматривается исходя их китайской перспективы, хотя и содержит сведенья отсутствующие в собственно ляоских источниках.

## Автор
О Е Лунли известно не много. Е Лунли по прозвищу Юйлинь родился в округе Цзясин. Работал на должности ревизора округа Цзянькан. Затем стал помощником начальника дворцового книгохранилища. «Цидань го чжи» была заказана сунским императором. В биографической записке о Е Лунли сообщается, что он сдал экзамен на ранг цзиньши в 1247 году, что невероятно, если считать правильной дату представления книги императору — 1180 года.

## Написание
Е Лунли представил работу (или её черновик) на обозрение сунскому императору Сяо Цзуну в 3-м месяце 1180 года (7-й года Чунси).

## Публикация
Сочинение опубликовано между 1265—1274 годами.

## Содержание
Состоит из 27 цзюаней (卷), что примерно соответствует европейскому представлению о главе. Для автора главным являлось отношение киданей к Китаю, поэтому отношения с Кореей, Уйгурами, Си Ся почти не отражены. Некоторые неприятные для китайцев события сознательно вычеркнуты.
- Главы 1-12. Хронологическое изложение царствований императоров Ляо (907—1125 год). Некоторые годы оставлены пустыми из-за отсутствия чётко датированных известий.
- Глава 13-19. Биографии киданьских императриц, принцев и сановников.
- Глава 20. Собрание дипломатических документов из отношений Поздней Цзинь и Сун.
- Глава 21. Описание подарков, которыми обменивались Ляо и Сун и дани от вассалов Ляо.
- Глава 22. Географические сведения о Ляо
- Глава 23. Разные «этнографические» записи.
- Глава 24-25. Записи китайских послов и путешественников о Ляо.
- Глава 26. Подчинённые киданям народы и племена.
- Глава 27. Обычаи и праздники киданей по временам год.

Помимо 27 глав к тексту примыкает 5 дополнений:
1. Доклад императору о завершении книги.
2. Дополнение о возвышении киданей до Ляо
3. Основные события киданьской хронологии.
4. Генеалогические таблицы рода Елюй.
5. Карта Ляо.